# Hydriomena costipunctata
Hydriomena costipunctata là một loài bướm đêm trong họ Geometridae.